# 任国桢 (1898年)
任国桢（1898年—1931年11月13日），字子卿，或作子清，生于奉天省安东县江滨村，中国共产党早期地方领导人。

## 生平
生于光绪二十四年（1898年）农历十一月十一日，故居在今丹东市振安区同兴镇变电村任家堡子。1906年2月，与大哥任国栋进入私塾就读。1912年，进入安东县四区高读书，1913年，转入安东县立中学修业，或称1914年考入东边道立中学。1918年8月，考入北京大学文科外语系俄语专业。1924年，加入中国共产党。其后，任国桢成为一名职业革命家。
1925年，受中共北方局委派至奉天（沈阳市）开展建立党组织的活动。7月初，奉天基督教青年会开办暑期大学，阎宝航任校长，任国桢、吴晓天、陈日新、安怀音、苏尚达五人任教员。学生毕业后，在其中发展党员、团员，日后又成立中共奉天党支部。他又与吴晓天等人创建中华民国自决会。当时，他积极支持郭松龄的反奉战争。郭松龄失败后，因支援郭松龄的反奉反日，被捕入狱11个月。1926年11月，获释。任中共奉天特支书记。
1927年6月，任国桢被日本警察逮捕。1928年6月出狱，失去组织联系。7月回至安东县，辗转与中共满洲省委取得联系。8月或说10月，由安东抵达奉天（沈阳）。后任中共哈尔滨县委书记。1929年6月，任中共满洲省委委员、候补常委。7月，中共哈尔滨县委改组为市委，任市委书记。1930年初，调任中共山东省委书记。12月，北方局将他调任为中共北平市委书记，当选中共河北省委委员。
1931年10月，任国桢出任中共河北省委驻山西省特委书记。到太原后，在中共山西省特委办公地点被捕。11月13日，与中共山西省委书记刘天章、组织部长阴凯卿在太原市小东门外被处决。中华人民共和国成立后，举行安葬仪式，在双塔寺修建烈士陵墓纪念，即今双塔革命烈士陵园。今丹东市内有一条以他名字命名的国桢路。任国桢故居为丹东市文物保护单位。

## 家庭
任国桢与发妻（姓名不详）育有二子一女。有报道提及的姓名是，长子任福武，次子任福元、女儿任桂珍。其子任为（1924年生）曾撰写回忆文章，但不知是长子或次子。任国桢于1928年离家，与发妻、儿女未再相见。1930年，任国桢调任山东青岛，3月与陈少敏相识，为掩护地下工作，两人于6月结为革命伴侣。后育有一女，未到一岁夭折。1945年日本无条件投降，中共政权进入东北地区。其在故乡的妻儿得到组织照顾，1946年时其子任为得知任国桢已死的消息。

## 备注
1. ↑  任为的回忆文章《我心中的灯塔——怀念父亲任国桢》，称父亲任国桢在其五岁时离家。当是1928年。以虚岁计算，任为当生于1924年。